# Mike McMillen
Mike McMillen est un patineur de vitesse sur piste courte néo-zélandais.

## Biographie
Aux épreuves de patinage de vitesse sur piste courte aux Jeux olympiques de 1992, il arrive quatrième au 1 000 mètres et au relais masculin avec les frères Chris Nicholson et Andrew Nicholson, ainsi qu'avec Tony Smith.
Il participe aux Jeux olympiques de 1994.